# Iacopo da Benevento
Iacopo da Benevento, o Jacopo (fl. 1250 circa), è stato un giurista e poeta italiano mediolatino, di età federiciana, noto soprattutto come autore di una commedia elegiaca, il De uxore cerdonis.
Non va confuso con l'omonimo frate domenicano Giacomo da Benevento, anch'egli autore in latino, ma fiorito invece un secolo dopo.

## Biografia
Pochissimo si sa della sua vita: fu un giudice attivo della cerchia siciliana di Federico II di Svevia e la sua figura può essere accostata a quella di Riccardo da Venosa, anch'egli giurista e letterato in latino della corte Hohenstaufen del Regno di Sicilia, autore della commedia elegiaca De Paulino et Polla. Entrambi furono, inoltre, esponenti dell'alta latinità della curia federiciana, che proprio in quella temperie culturale conobbe un vero e proprio trionfo, attraverso l'opera di autori ed epistolografi come Pier della Vigna, Orfino da Lodi e Quilichino da Spoleto: nelle loro mani, le missive sfornate dalla cancelleria imperiale si connotarono per una tale perfezione stilistica da divenire modelli di ars dictandi ed espressione del «tratto propagandistico forse più marcato dell'ideologia imperiale».

## Opere

### De uxore cerdonis
Jacopo è noto soprattutto come autore della De uxore cerdonis, poema in distici elegiaci, appartenente al filone della cosiddetta commedia elegiaca, genere letterario fiorito soprattutto nel secolo precedente.
L'opera poetica di Jacopo è strettamente imparentata al Pamphilus seu de amore, uno degli archetipi del genere, probabile prodotto culturale dell'Inghilterra di Enrico II, datato intorno al 1150, e all'Alda di Guglielmo di Blois, di ambiente letterario francese. L'opera contiene evidenti coincidenze linguistiche e punti di contatto con i Carmina moralia, attribuiti allo stesso Iacopo. Ma, nell'opera del beneventano, sono anche riconoscibili inaspettate e suggestive coincidenze con i mimiambi di Eronda: si tratta di concordanze singolari e «non facilmente spiegabili», dal momento che la conoscenza moderna di Eronda si deve a un papiro scoperto solo nel XIX secolo.

#### Edizioni
- Scheda catalografica M10507 degli incunaboli, dal Gesamtkatalog der Wiegendrucke
- IACOBUS BENEVENTANUS, De uxore cerdonis Archiviato il 26 agosto 2007 in Internet Archive., in Ferruccio Bertini, Commedie latine del XII e XIII secolo, vol. VI, Genova, D.AR.FI.CL.ET, 1998, pp. 429 - 503 (on line su Archivio della latinità italiana del Medioevo).

### Carmina moralia
I Carmina moralia sono la versione latina dei Proverbi; quest'ultima era un'opera morale redatta, in forma di sirventese, nella prima metà del Duecento, dal giullare Schiavo di Bari.
La redazione in latino è stata a volte ascritta da alcuni al già citato omonimo predicatore domenicano, di epoca posteriore, ma oggi i Carmina moralia sono invece sicuramente attribuiti al giurista Iacopo, confermando così un'ipotesi già avanzata in via dubitativa da Charles Homer Haskins, nel 1928.